# Marias barn
Marias barn (danska: Marias barn) är en serie romaner av Cecil Bødker. De handlar om Maria och Jesus. En svensk TV-serieversion blev SVT:s julkalender 1987.

## Böcker
- Marias barn: drengen (1983)
- Marias barn: manden (1984)

### Fotnoter
1. ↑  ”Marias barn”. Worldcat. https://www.worldcat.org/search?q=%22Marias+barn%22&qt=results_page. Läst 11 december 2014.
2. ↑  ”Soligt piratäventyr befriar julkalendern ur snögloben”. Dagens nyheter. 30 november 2014. http://www.dn.se/kultur-noje/soligt-pirataventyr-befriar-julkalendern-ur-snogloben/. Läst 11 december 2014.